# Sakania (territoire)
Pour le chef-lieu, voir Sakania.
Le territoire de Sakania est une entité déconcentrée de la province du Haut-Katanga en république démocratique du Congo. Il a pour chef-lieu la localité de Sakania.

## Géographie
Il est le territoire le plus méridional du pays.
La RN1 relie Sakania à Lubumbashi vers l'Ouest, et la Zambie vers le Sud.

## Histoire
Avant 2015, il fait partie du district du Haut-Kantaga de la province du Katanga.

## Communes
Le territoire compte trois communes rurales dont deux de moins de 80 000 électeurs.
- Mokambo, (7 conseillers municipaux)
- Musoshi-Kasumbalesa, (9 conseillers municipaux)
- Sakania, (7 conseillers municipaux)

## Secteurs
Il est divisé en trois secteurs :
- Secteur Balaba
- Secteur Balamba
- Secteur Baushi

## Localités
- Kabembe
- Kimese
- Kaimbi
- Kasumbalesa
- Kinkubala
- Kipushia
- Lukubi
- Mokambo
- Musoshi
- Ngale
- Sakania (ville)
- Shingana
- Telu
- Tshisenda

## Cours d'eau
- Beleshi
- Luapula
- Lubembe orientale
- Lukusashi
- Luombwa
- Muniengashi
- Musushi
- Mwati
- Shinshi